# Kisco Liswani
Maiba Kisco Liswani, besser bekannt als Liswani III. oder auch Kisco Maiba Moraliswani III. (* 20. Jahrhundert in Südwestafrika; † 21. Juli 2021 in Namibia), war der sechste König der Masubia, eines Clans der Lozi im  Caprivizipfel, in der Region Sambesi, im äußersten Nordosten Namibias. Er stand als Munitenge seit dem 19. August 1996 der Traditionellen Verwaltung der Masubia mit Sitz in Bukalo vor.
Politisch stand Liswani III. der regierenden SWAPO als Mitglied nahe. Er lehnte deshalb auch ein Referendum zur Unabhängigkeit des Caprivizipfels ab. Ein solcher Wunsch bestand bei zahlreichen Caprivianern seit Jahrzehnten und führte 1996 zum Caprivi-Konflikt.
Er starb an den Folgen einer COVID-19-Erkrankung, ebenso wie wenige Tage später seine Ehefrau Grace Muraliswani.